# Quốc lộ 78 (Campuchia)
Quốc lộ 78 là một tuyến đường bộ của Campuchia. Tuyến đường bộ này nối cửa khẩu Lệ Thanh thuộc tỉnh Gia Lai của Việt Nam với thị xã Ban Lung, tỉnh Ratanakiri. Tuyến đường đã được xây dựng bằng nguồn vốn tín dụng ưu đãi của chính phủ Việt Nam. Thời gian khởi công vào tháng 5 năm 2007, khánh thành ngày 18/3/2010 với sự hiện diện của Thủ tướng Chính phủ Vương quốc Campuchia Samdec Hunsen và Phó Thủ tướng Chính phủ Việt Nam Trương Vĩnh Trọng. Tuyến đường dài 70 km. Quốc lộ 78 được thiết kế và thi công theo tiêu chuẩn cấp III miền núi (Tiêu chuẩn đường bộ Việt Nam), với chiều rộng 9m láng nhựa (mặt đường 7m, nền 2m). 